# Vestíbul
|  | Per a altres significats, vegeu «vestíbul (orella)». |

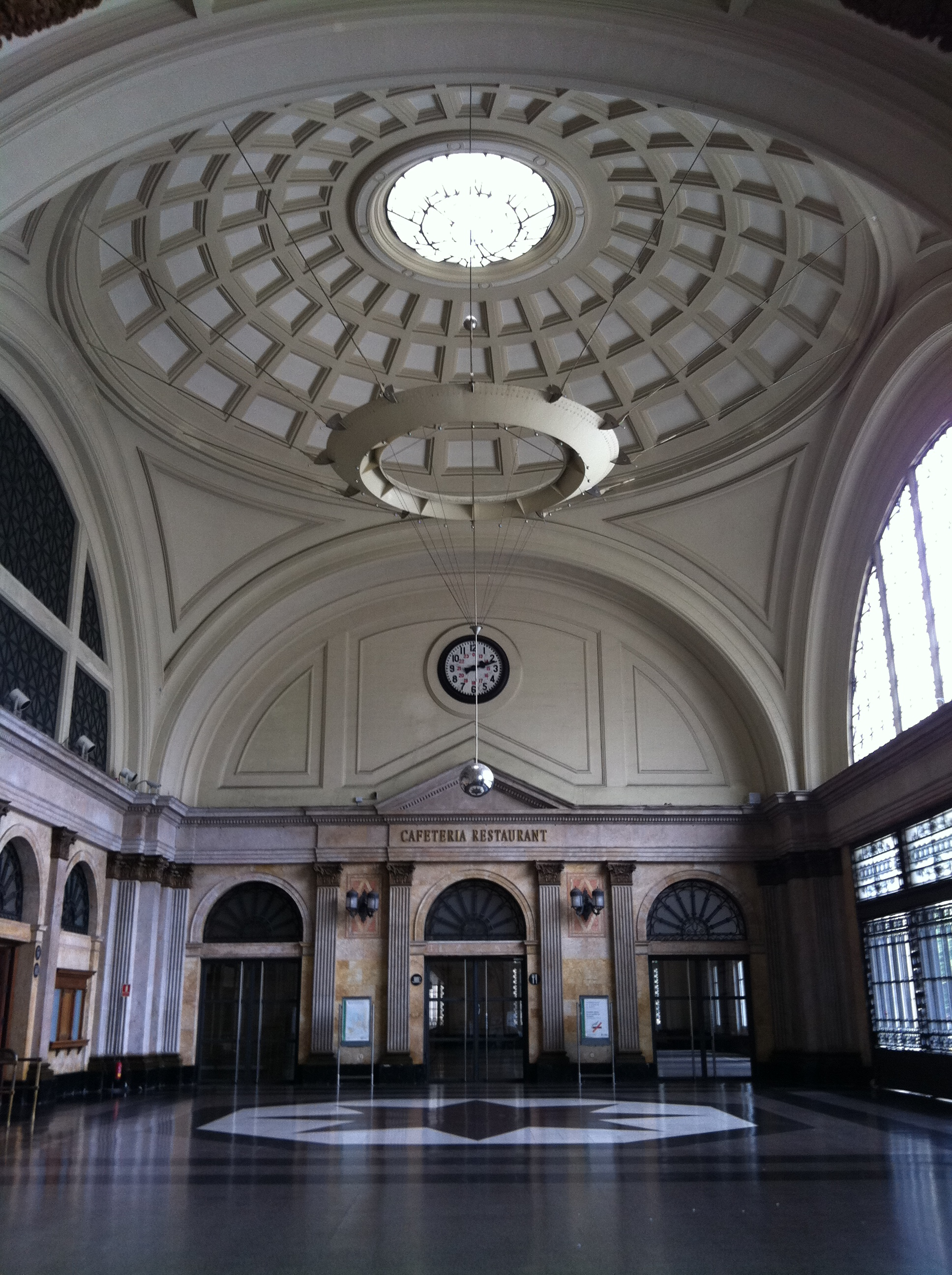
Vestíbul de l'Estació de França (Barcelona)

Un vestíbul (vestibulum en llatí) o atri és un espai o conjunt de cambres gran i extens en un teatre, òpera, sala de concerts, fira de mostres, cinema, etc. adjacents a l'auditori. Es tracta d'una àrea de descans per als espectadors i un lloc utilitzat especialment abans de la funció i durant els descansos, però també com a lloc de celebracions després de la funció. Està moblat i és prou gran per permetre als espectadors fer una passejada, conversar i seure. Els vestíbuls s'adornen comunament amb obres d'art, exposicions permanents o temporals relacionades amb l'activitat de la institució i disposen d'un ambigú o petit bar. D'altra banda, el vestíbul pot ser el lloc central d'alguns esdeveniments com ara preestrenes, reunions amb artistes, congressos, conferències, etc. De vegades, com és el cas dels grans teatres d'òpera, per designar el vestíbul es fa servir la paraula francesa foyer.
Un vestíbul és, també, generalment un passadís ample, dissenyat especialment, que envolta el rebedor principal d'un edifici (d'oficines, un hotel, etc.) En un hotel, el vestíbul és una sala gran d'entrada que comunica l'exterior amb la recepció i altres dependències i serveis: cafeteria, restaurant, ascensors, salons, etc. En una casa, el vestíbul acostuma a ser una àrea petita o una cambra adjacent a la porta davantera a través de la qual s'accedeix a una altra habitació.

## Història
Els grecs no van usar atris però sí vestíbuls i els anomenaven prodomos o prothyron (més aviat, porxo columnat). El nom de vestíbul es va agafar perquè es conservava en ell un foc sagrat en honor de Vesta semblant al que conservaven les vestals. Eren comunes en els antics temples grecs. A causa de les tècniques de construcció disponibles a l'època, no era possible construir grans llums. En conseqüència, moltes entrades tenien dues files de columnes que sostenien el sostre i creaven un espai diferent a l'entrada.
A les cases romans o domus, el vestíbul era un espai entre l'interior d'un edifici i el carrer. Era bastant ampli, i s'havia de passar per ell abans d'entrar l'atri i allà esperaven que s'obrís la porta els que anaven a la casa. Per tancar el vestíbul probablement no hi hauria més que cancells o reixes de ferro en l'intercolumni del medi i podi en els altres intercolumnis.
A un cap del vestíbul tenia la seva cambra el porter, que anomenaven famulus atriensis.